# Jakob Dautzenberg
 (décembre 2024).
Jakob Dautzenberg (né le 2 février 1897 à Würselen, mort le 20 août 1979 à Aix-la-Chapelle) est un homme politique allemand, résistant au nazisme.

## Biographie
Dautzenberg, fils d'un contremaître, a une formation d'outilleur. En 1912 il se syndique, en 1922 il devient membre du KPD. Il est élu municipal de Haaren et en 1925 de l'arrondissement d'Aix-la-Chapelle. En 1928, il devient secrétaire à plein temps du KPD à Aix-la-Chapelle jusqu'en 1932. De 1928 à 1930, il est membre du Reichstag pour le KPD (circonscription de Cologne-Aix-la-Chapelle). Après Aix-la-Chapelle, il devient secrétaire de la section de Cologne.
Après la prise du pouvoir des nazis, il est licencié puis placé en détention. Libéré l'année suivante, il est de nouveau outilleur. Dautzenberg crée un groupe de résistance à Aix-la-Chapelle et Eschweiler, que la Gestapo anéantit en août 1944. Dautzenberg est arrêté en même temps que 200 résistants. Des expériences sur des bacilles potentiellement mortels sont menées sur Dautzenberg dans le camp de concentration de Neuengamme. Gravement malade, il est emmené au camp de concentration de Bergen-Belsen, où il est libéré en avril 1945. Quand il revient à Haaren, son visage et son corps sont défigurés par des excroissances fongiques.
En 1946, il est élu au conseil de district d'Aix-la-Chapelle pour le KPD. Plus tard, il est chef de sous-district dans la région de la Ruhr jusqu'à ce que le parti soit interdit en 1956. En 1967, le procureur de la République l'accuse de continuer à militer illégalement. Il est acquitté au tribunal. En 1968, il rejoint le DKP.